# 小行星3450
小行星3450（3450 Dommanget）是一颗绕太阳运转的小行星，为主小行星带小行星。该小行星于1983年8月31日发现。

## 轨道参数
小行星3450的轨道半长轴为2.7451294 UA，离心率为0.065。